# ルビキサンチン
ルビキサンチン(Rubixanthin)またはナチュラルイエロー27は、天然に存在する赤みがかった橙色のキサントフィル色素である。ローズヒップの中に見られる。食品添加物としては、着色料としてE161dというE番号が与えられている。